# Мусієнко Олег Петрович
Оле́г Петро́вич Мусіє́нко (19 березня 1971 —19 січня 2015) — солдат Збройних сил України, учасник російсько-української війни. Один із «кіборгів».

## Короткий життєпис
Народився 19 березня 1971 року в місті Київ. У 1986 році закінчив 8 класів середньої школи № 6 міста Києва, потім — професійне училище міста Києва.
У кінці 1980-х — на початку 1990-х років проходив строкову військову службу в лавах Збройних Сил.
Проживав в Подільському районі Києва.
В часі війни — солдат, 81-а окрема аеромобільна бригада — 90-й окремий аеромобільний батальйон.
19 січня 2015-го загинув у бою з російськими збройними формуваннями за Донецький аеропорт, 1-й пост нового терміналу — почався штурм терористів з обстрілом з мінометів, танки рознесли стіну терміналу, бійці займали кругову оборону. Станом на 5 лютого 2015-го був опізнаний.
Похований на Берковецькому кладовищі в Києві.
Без батька лишилась донька.

## Нагороди та вшанування
- Указом Президента України № 311/2015 від 4 червня 2015 року, «за особисту мужність і високий професіоналізм, виявлені у захисті державного суверенітету та територіальної цілісності України, вірність військовій присязі», нагороджений орденом «За мужність» III ступеня (посмертно)[1].
- Нагороджений нагрудним знаком «За оборону Донецького аеропорту» (посмертно).
- Вшановується в меморіальному комплексі «Зала пам'яті», в щоденному ранковому церемоніалі 19 січня[2][3].